# Ubaldino Peruzzi
'Ubaldino Peruzzi de' Medici, (Florence, 2 avril 1822 - hameau d'Antella - Bagno a Ripoli, 9 septembre 1891) est un homme politique italien du XIXe siècle, qui est maire de Florence et l'un des premiers ministres du nouvel État italien.

## Biographie
Fils de Vincenzo Peruzzi (1789-1847), Ubaldino appartenait à la branche de la famille Peruzzi qui s'est liée aux Médicis à la fin du XVIIIe siècle par le mariage entre son grand-père, Bindo Simone (1729-1794), et Maria Luisa de' Medici (1756-1797), dernière héritière directe de la famille Médicis.

### Vie politique
Avec Bettino Ricasoli, auquel il est également apparenté, il est le plus influent des modérés toscans qui, surtout dans les années suivant immédiatement l'unification de l'Italie, jouent un rôle de premier plan dans la vie politique nationale. Ubaldino est un membre influent du Parlement toscan en 1848 mais, déçu des espoirs qu'il a initialement placés dans le grand-duc Léopold II, lorsque ce dernier abolit la Constitution, il est attiré par la cause de l'unification et, en 1859, fait partie du gouvernement provisoire de Toscane. Il est ministre des Travaux publics sous Cavour (1860-1861) et Ricasoli (1861-1862). Il est ensuite nommé ministre de l'Intérieur dans le gouvernement Minghetti (1863-1864). Pendant cette période, il rédige la loi municipale et provinciale qui sera approuvée en 1865, alors que Peruzzi a déjà quitté le ministère. En tant que ministre de l'intérieur, il est également le signataire de la loi Pica, qui entre en vigueur le 15 août 1863. Il entre au Conseil provincial de Toscane en 1865 et y reste sans interruption jusqu'à sa mort. Président de la province florentine de 1865 à 1870, il participe activement à la vie du conseil provincial en tant que membre de nombreuses commissions. Il a été maire (en italien : Sindaco) de Florence de 1870 à 1878.

#### Fonctions politiques et administratives
- Vice-président de la Consulta (Toscane) (1859)
- Membre de l'Assemblée des représentants (Toscane) (1859-1860)
- Gonfalonier de Florence (17 novembre 1848-28 septembre 1850)
- Premier adjoint au maire de Florence par intérim (30 octobre 1868-31 décembre 1870)
- Maire de Florence (1er janvier 1871-15 mai 1878)
- Président du conseil provincial de Florence (1866-1869)

#### Postes administratifs
- Conseiller municipal de Florence (1850)
- Conseiller municipal de Florence (30 octobre 1859) (1865-1878)
- Conseiller provincial de Florence (1865-9 septembre 1891)

#### Fonctions et titres
- Président du comité de promotion du Collège des architectes et ingénieurs de Florence (1876)
- Président honoraire du Collège des architectes et ingénieurs de Florence (22 juin 1876-1891)
- Membre et président de la Commission agraire pour la mise en valeur de la campagne romaine.

vMembre du conseil d'administration et administrateur de la Società della strada ferrata Leopolda Firenze-Livorno (1850-1861)
- Membre du comité de rédaction de la "Biblioteca civile dell'Italiano" (4 décembre 1857)
- Secrétaire de la Société de patronage des libérés de prison
- Président du conseil de surveillance de l'Institut technique de Florence
- Surintendant de l'Institut des hautes études pratiques et avancées de Florence
- Membre ordinaire de l'Accademia dei Georgofili de Florence (1848)
- Membre de la députation d'histoire nationale pour la Toscane

### Vie privée
Il convient de rappeler que dans la maison Peruzzi, située à Borgo dei Greci (même si sa résidence préférée était la villa d'Antella où il est mort), à l'initiative de sa femme, "Signora Emilia" Toscanelli, le plus important salon culturel de l'époque, connu sous le nom de "salon rouge", a été créé et assidûment fréquenté par des personnalités telles que Edmondo De Amicis, Ruggero Bonghi, Giovan Battista Giorgini, Alfredo Baccarini, Marco Tabarrini, Leopoldo Galeotti, Adriano Mari, Isidoro Del Lungo, Renato Fucini, Cesare Alfieri et de nombreux autres intellectuels de l'époque. Il était le beau-frère de Giuseppe Toscanelli, frère de sa femme Emilia.

## Décorations
- Chevalier grand-croix décoré du grand cordon de l'ordre des Saints-Maurice-et-Lazare
 - Chevalier grand-croix décoré du grand cordon de l'ordre de la Couronne d'Italie

## Note
1. ↑  Giuseppe Arcangeli, Biographie du Cav. Vincenzo Peruzzi gonfalonier de Florence écrite par Giuseppe Arcangeli, Prato, Typographie F. Alberghetti e C., 1848. URL consulté le 17 novembre 2016.
2. ↑  « Giuseppe Toscanelli », 19 mai 20

## Source
- (it) Cet article est partiellement ou en totalité issu de l’article de Wikipédia en italien intitulé « Ubaldino Peruzzi » (voir la liste des auteurs).